# Кадлец, Драгомир
Драгомир Кадлец (чеш. Drahomír Kadlec; род. 29 ноября 1965, Пршибрам) — чехословацкий и чешский хоккеист, защитник. В составе сборной Чехословакии двукратный участник Олимпийских игр, бронзовый призёр Олимпийских игр 1992 года в Альбервилле, участник Кубка Канады 1987. В составе сборной Чехии чемпион мира 1996 года.

## Биография
Начал карьеру в клубе «Польди Кладно». С 1984 года играл в чемпионате Чехословакии за основную команду. В 1986 году на два года перешёл в армейскую команду «Дукла Йиглава». В 1988 году вернулся в «Кладно», где провёл следующие 2 сезона. В 1990 году перебрался в Финляндию, где играл 3 года за «ХИФК Хельсинки». С 1993 по 1996 год играл за немецкий «Кайфбойрен». В 1996 году вернулся на родину, играл в чешской Экстралиге за «Злин» и «Литвинов». С 1999 по 2006 год играл во вторых лигах Германии и Италии.
C 1986 по 1996 год играл за сборные Чехословакии и Чехии. Самым главным успехом в карьере стала золотая медаль чемпионата мира 1996 года. Также в его коллекции наград бронзовая медаль Олимпийских игр 1992 года в Альбервилле и 5 бронзовых медалей мировых чемпионатов.
После окончания хоккейной карьеры стал тренером в хоккейболе. С клубом «Кладно» 4 раза становился чемпионом Чехии, в 2011 году привёл чешскую сборную к золотым медалям чемпионата мира по хоккейболу.
20 декабря 2014 года у Драгомира Кадлеца случился сердечный приступ. Его жена Мартина вовремя вызвала врачей и спасла ему жизнь. 9 дней он находился в состоянии искусственной комы, 29 декабря 2014 года Кадлец пришёл в себя. 12 января 2015 года был выписан из больницы.
15 августа 2016 года его 27-летний сын Лукаш погиб в автокатастрофе.

## Достижения
- Чемпион мира 1996 и бронзовый призёр чемпионата мира 1993 в составе сборной Чехии

- Бронзовый призёр Олимпийских игр 1992 и чемпионатов мира 1987, 1989, 1990 и 1992 в составе сборной Чехословакии
- Серебряный призёр молодёжного чемпионата мира 1985 и чемпионата Чехословакии 1987
- Бронзовый призёр чемпионата Чехословакии 1988 и чемпионата Финляндии 1992

## Статистика
- Чемпионат Чехии (Чехословакии) — 318 игр, 126 очков (38+88)
- Сборная Чехословакии — 92 игры, 9 шайб
- Сборная Чехии — 60 игр, 7 шайб
- Чемпионат Финляндии — 155 игр, 78 очков (21+57)
- Чемпионат Германии — 169 игр, 110 очков (36+74)
- Чемпионат Италии — 40 игр, 22 очка (13+9)
- Чешская вторая лига — 39 игр, 10 очков (2+8)
- Немецкая вторая лига — 185 игр, 124 очка (20+104)
- Итальянская вторая лига — 80 игр, 74 очка (15+59)
- Всего за карьеру — 1138 игр, 161 шайба